# Seven Femenino de Hong Kong
El Seven Femenino de Hong Kong es un torneo anual femenino de rugby 7 que se disputa en Hong Kong desde 1997.
Desde el año 2023 forma parte de la Serie Mundial Femenina de Rugby 7.
El torneo tiene lugar en el Parque Deportivo de Kai Tak de Hong Kong.

## Historia
El torneo se disputó por primera vez en 1997 como un torneo por invitación, en las temporadas 2014, 2017, 2018 y 2019, fue el clasificatorio para la Serie Mundial Femenina de Rugby 7.
Desde el año 2023 el torneo pasa a ser un torneo del Circuito Mundial de rugby 7, disputándose en conjunto con el torneo masculino.

## Ediciones
| Año  | Campeón                     |
| ---- | --------------------------- |
| 1997 | Wild Ducks de Nueva Zelanda |
| 1999 | Wild Ducks de Nueva Zelanda |
| 2000 | Nueva Zelanda               |
| 2001 | Nueva Zelanda               |
| 2002 | Maoríes de Nueva Zelanda    |
| 2003 | Maoríes de Nueva Zelanda    |
| 2004 | Maoríes de Nueva Zelanda    |
| 2005 | Maoríes de Nueva Zelanda    |
| 2006 | Maoríes de Nueva Zelanda    |
| 2007 | Maoríes de Nueva Zelanda    |
| 2008 | Estados Unidos              |
| 2009 | Australia                   |
| 2010 | Australia                   |
| 2011 | Canadá                      |
| 2012 | Inglaterra                  |
| 2013 | Canadá                      |
| 2014 | Canadá                      |
| 2015 | Canadá                      |
| 2016 | Sudáfrica                   |
| 2017 | Japón                       |
| 2018 | China                       |
| 2019 | Brasil                      |
| 2023 | Nueva Zelanda               |
| 2024 | Nueva Zelanda               |
| 2025 | Nueva Zelanda               |